# L'Homme à la pipe (Courbet)
Pour les articles homonymes, voir L'Homme à la pipe.
L'Homme à la pipe est un tableau réalisé par le peintre français Gustave Courbet vers 1849. Cette huile sur toile est un autoportrait dans lequel l'artiste se représente en buste, une pipe couleur noire aux lèvres. Il l'expose au Salon de peinture et de sculpture, à Paris, en 1850. Donnée par Alfred Bruyas en 1868, l'œuvre est conservée au musée Fabre, à Montpellier, dans l'Hérault. Il s’inscrit dans une longue série d’autoportraits depuis Le Portrait de l’homme au chien noir jusqu’à l’ultime Gustave Courbet (1871, Ornans, Musée Courbet).